# Acción del 7 de abril de 1800
La Acción del 7 de abril de 1800 fue un enfrentamiento naval menor entre un escuadrón británico que bloqueaba la base naval española de Cádiz y un convoy de 13 buques mercantes españoles escoltados por tres fragatas, con destino a las colonias españolas en América. El escuadrón de bloqueo estaba formado por los barcos de la línea HMS Leviathan y HMS Swiftsure y la fragata HMS Emerald, comandada por el Contralmirante John Thomas Duckworth en Leviathan. El convoy español zarpó de Cádiz el 3 de abril de 1800 y se encontró con el escuadrón de Duckworth dos días después. Los españoles intentaron escapar; Emerald logró capturar un barco a principios del 6 de abril. Los británicos capturaron un bergantín a la mañana siguiente y el escuadrón británico se dividió en persecución del resto.
Los vientos tranquilos retrasaron tanto al perseguidor como a la cantera y no fue hasta la mañana del 7 de abril que Leviatán y Esmeralda subieron al grueso del convoy español, que todavía estaba escoltado por el escuadrón de fragatas español. Swiftsure se había destacado hacia el sur en persecución del resto del convoy. Dos fragatas españolas, Nuestra Señora del Carmen y Santa Florentina confundieron la fuerza de Duckworth con parte de su convoy, se acercaron demasiado y tuvieron que rendirse tras una corta pero feroz resistencia. La tercera fragata Santa Sabina logró escapar de Esmeralda pero el resto del convoy quedó desprotegido y los británicos se apoderaron de cuatro barcos más. En total, los británicos capturaron y enviaron a Gibraltar 13 barcos del convoy de 16 barcos.

## Antecedentes
En abril de 1800, el Reino de Gran Bretaña y el Reino de España habían estado en guerra durante tres años y medio, tras el Tratado de San Ildefonso que convirtió a España de un enemigo de la República Francesa durante las Guerras Revolucionarias Francesas en un aliado. La principal flota española tenía su base en el gran puerto de Cádiz, en el sur de España, y se había convertido en un objetivo inmediato de la Royal Navy, que colocó una flota de bloqueo frente al puerto para restringir los movimientos y el comercio españoles. Esta flota, inicialmente comandada por el vicealmirante Sir John Jervis, obtuvo una importante victoria sobre los españoles en la batalla del cabo de San Vicente en febrero de 1797.
El puerto de Cádiz fue el principal conducto marítimo del comercio y las comunicaciones españolas, en particular en lo que respecta a las extensas colonias españolas en América. Los convoyes que transportaban suministros y mercancías comerciales de ida y vuelta continuaron usando Cádiz y, en 1800, en un esfuerzo por detenerlos, la Flota Británica del Mediterráneo estaba desplegando escuadrones más pequeños de fragatas y barcos de línea. En marzo de 1800, el mando del bloqueo fue confiado al contralmirante John Thomas Duckworth navegando en el barco de 74 cañones de la línea HMS Leviathan con el capitán James Carpenter. Acompañando al Leviatán estaba el HMS Swiftsure de 74 cañones al mando del capitán Benjamin Hallowell y la fragata HMS Emerald de 36 cañones al mando del capitán Thomas Moutray Waller. Esta fuerza, acompañada por el pequeño brulote HMS Incendiary, había capturado dos buques mercantes que partían de Cádiz a finales de marzo, el español Parifama Concepieona con destino a Tenerife el 20 de marzo y el francés Le Puy du Dome hacia Cayena el 23 de marzo. Estos premios fueron enviados a las bases de la flota en Lisboa y Gibraltar, esta última acompañada de Incendiary.
Durante el mes de marzo las autoridades españolas en Cádiz prepararon un convoy para zarpar hacia sus colonias americanas compuesto por 13 buques mercantes con destino a Lima en el Virreinato del Perú, Buenos Aires y Montevideo en el Virreinato del Río de la Plata y Veracruz en el Virreinato de Nueva España. Acompañaban a este convoy tres fragatas de 34 cañones, Nuestra Señora del Carmen al mando del capitán Don Fraquin Porcel , Santa Florentina al mando del capitán Don Manuel Norates y Santa Sabina. Las tres fragatas se habían sometido a extensos preparativos para el viaje, con un nuevo revestimiento de cobre en sus cascos y tripulaciones completas y provisiones para el largo viaje. También llevaban cada uno 500 quintales de azogue para su uso en la industria minera de plata peruana.

## Batalla
El convoy español zarpó el 3 de abril y en la tarde del 5 de abril cruzaba la bahía de Cádiz cuando fue avistado por los vigías del Leviatán. La fuerza británica lo persiguió inmediatamente, los españoles se dispersaron en un esfuerzo por escapar. El clima tranquilo retrasó a ambas fuerzas, pero a las 03:00 del 6 de abril, Waller pudo llevar al Emerald a través del camino del pequeño buque mercante español Confiance , con destino a Buenos Aires con mercancías comerciales. Confiance se rindió inmediatamente y fue llevado a Gibraltar por una tripulación presa mientras la fuerza británica avanzaba. A la mañana siguiente, los vientos tranquilos impidieron cualquier movimiento, con barcos permitidos desde Leviathan.y Esmeralda para ser lanzada contra un bergantín mercante español que yacía en calma cerca. Durante 40 minutos los barcos, comandados por el teniente Charles March Gregory, intercambiaron disparos con el bergantín Los Ángeles (aparentemente también conocido como Barcelona ), antes de que el buque español se rindiera.
En la mañana del 6 de abril no se avistaron barcos españoles excepto Los Ángeles , pero a medida que el viento aumentaba gradualmente, se avistaron velas hacia el este, oeste y sur. Duckworth ordenó a su fuerza que se separara, Hallowell persiguió hacia el sur mientras Leviatán se dirigía al oeste y Emerald al este. A las 12:00, sin embargo, Waller señaló que seis velas eran visibles hacia el noreste y Duckworth cambió su decisión, uniéndose a Emerald en la persecución del cuerpo principal del convoy español. Para cuando cayó la noche, nueve velas españolas eran visibles para los vigías del Leviatán. Durante el día, el convoy británico había logrado invadir otros dos barcos españoles, La Bastanesa yNuestra Señora de las Delares , ambos transportando suministros a Buenos Aires. [5]
Duckworth planeaba navegar hacia el norte con una brisa del noroeste que debería permitirle atravesar la cabeza del convoy español. A las 12:00 del 7 de abril se avistaron tres velas y a las 02:00 dos fueron identificadas como fragatas españolas. Duckworth ordenó a sus barcos que siguieran cursos paralelos hacia los españoles con la intención de ponerlos en acción al amanecer. Los capitanes españoles habían identificado erróneamente a los recién llegados, creyendo que eran parte del convoy disperso, y no fue hasta el amanecer que se dieron cuenta de su error, momento en el que la fuerza de Duckworth estaba demasiado cerca para que pudieran escapar. [8]Duckworth llamó a la fragata más cercana, exigiendo su rendición ante una fuerza abrumadora, pero el capitán español se negó, levantando todas las velas en un esfuerzo por escapar. El segundo barco español hizo lo mismo a pesar de una andanada de fuego de mosquete de los Royal Marines en Leviathan, y Duckworth, en cambio, intentó aplastar el aparejo de las fragatas españolas con una andanada disparada sobre sus cubiertas. Este esfuerzo fracasó, pero un segundo ataque de Emerald tuvo más éxito a pesar del ineficaz contraataque de los barcos españoles. Con su jarcia dañada e imposible escapar, las fragatas Carmen y Santa Florentina se rindieron antes de enfrentar otra andanada deLeviatán.

## Consecuencias
Duckworth permaneció con sus premios, efectuando reparaciones y trasladando prisioneros, durante las siguientes dos horas. Entre los pasajeros de Carmen se encontraba Pedro Inocencio Bejarano, obispo de Buenos Aires. Duckworth ordenó a Waller que persiguiera la tercera fragata, ahora visible, pero el fondo de cobre de Emerald estaba en malas condiciones y Santa Sabina fácilmente superó al barco de Waller, que pronto interrumpió la persecución y se concentró en la dispersión de los buques mercantes. Durante el resto del día, Emerald podría perseguir y capturar cuatro grandes barcos mercantes. Una vez que las fragatas estuvieron seguras, Leviathanse unió a la persecución, pero la distancia era demasiado grande y el resto escapó después del anochecer. Cuando se combinó con otra captura por Swiftsure, esto significó que la fuerza de Duckworth había capturado nueve de los 13 barcos mercantes y dos de las tres fragatas del convoy. Las nuevas capturas, Jesús Nazareen, El Veneato, Providencia, Cartagena y Madre de Dios fueron todas cargadas de mercaderías para las colonias y fueron llevadas a Gibraltar para tasación y venta.
Las fragatas españolas habían sufrido una serie de bajas en lo que el historiador William James llamó su "resistencia honorable". Carmen había perdido 11 muertos y 16 heridos, mientras que Santa Florentina perdió 11 muertos y 12 heridos, este último incluido el capitán Norates. Ambos buques de guerra capturados fueron enviados de regreso a Gran Bretaña y comprados para el servicio en la Royal Navy bajo los nombres HMS Carmen y HMS Florentina. Ninguno de los barcos británicos reportó bajas. Poco después de esta acción, Duckworth fue transferido al mando de la estación de las Islas de Sotavento, y su lugar fue ocupado por el Contralmirante Sir Richard Bickerton.